# Isolde Maria Joham

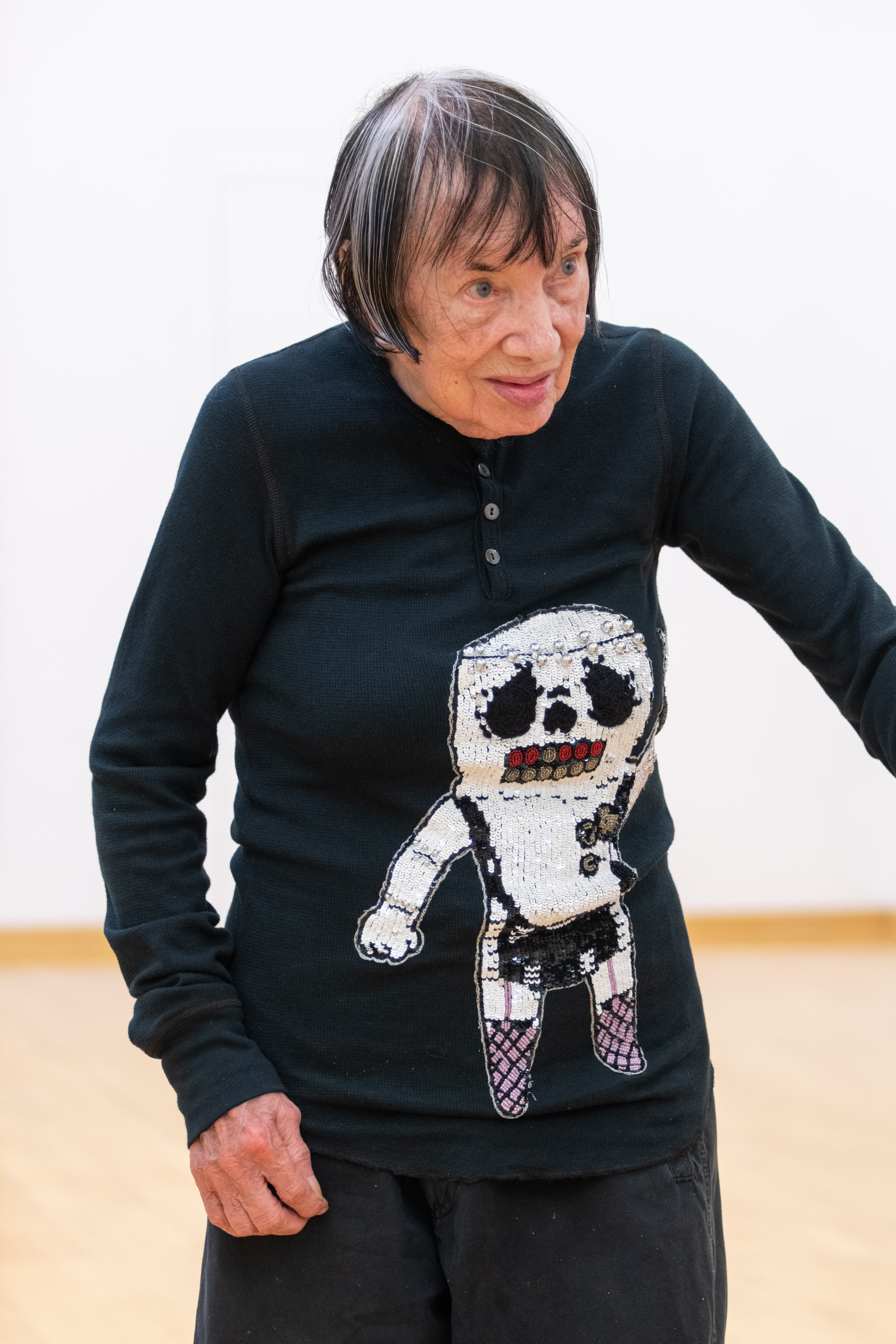
Isolde Maria Joham (Juni 2022)

Isolde Maria Joham (* 28. Mai 1932 in Mürzzuschlag, Steiermark; † 9. Oktober 2022 in Lilienfeld, Niederösterreich) war eine österreichische Malerin und Glaskünstlerin.

## Leben

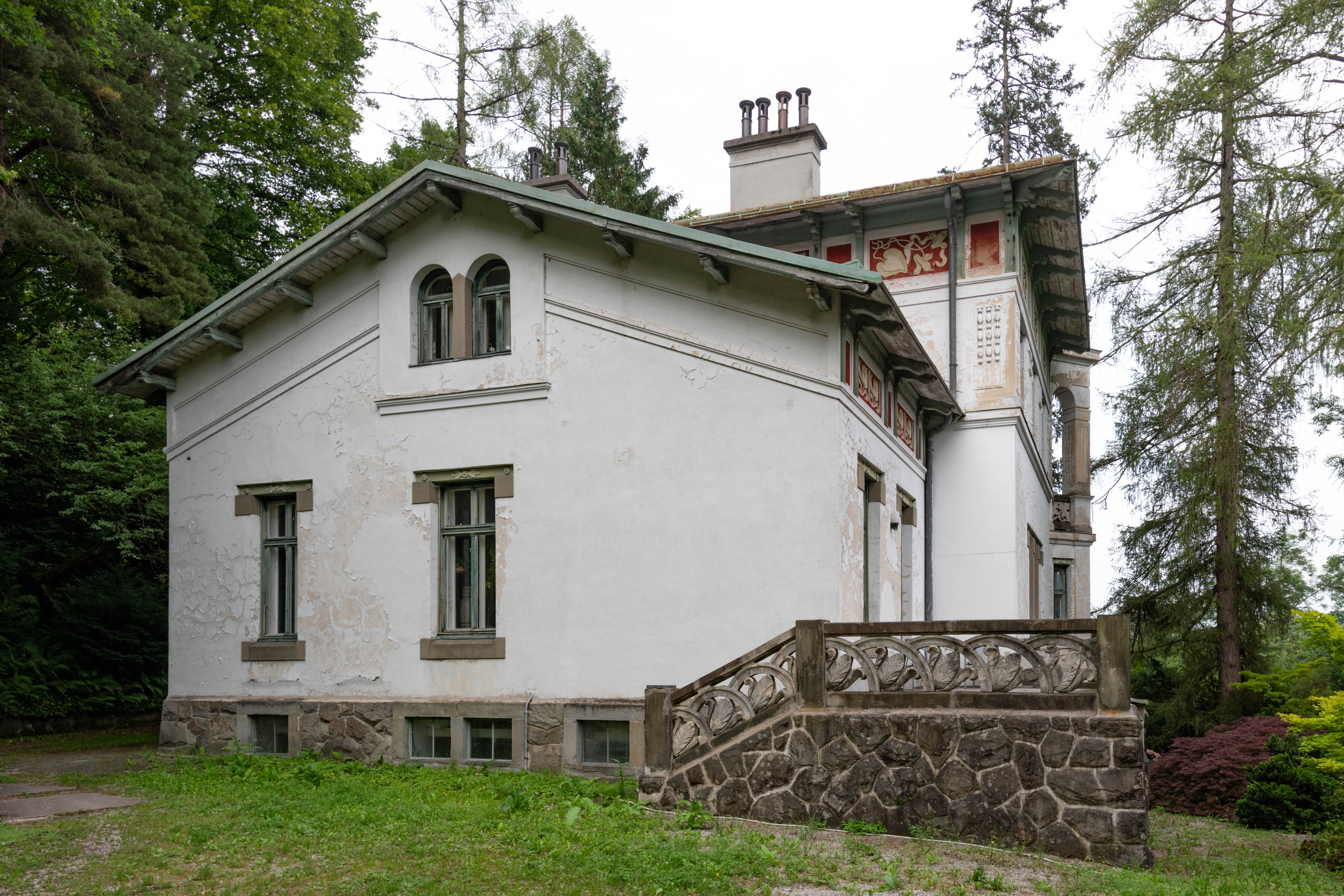
Villa Rentmeister

Isolde Maria Joham besuchte von 1948 bis 1950 die Modeschule Hetzendorf und studierte dann an der Akademie für angewandte Kunst Wien in der Meisterklasse von Eduard Bäumer. Von 1956 bis 1993 unterrichtete sie an der Akademie für angewandte Kunst, zunächst als Assistentin von Eduard Bäumer im Fach Glasmalerei, ab 1964 als Vertragslehrerin der Klasse für Glasmalerei, -konstruktion und -techniken. Ab 1972 lehrte sie dort als Professorin bis zu ihrer Emeritierung im Jahr 1993.
2021 wurde Joham mit dem Würdigungspreis für Bildende Kunst des Landes Niederösterreich ausgezeichnet. Anlässlich des 90. Geburtstages der Künstlerin zeigte die Landesgalerie Niederösterreich 2022 eine umfangreiche Werkschau. Isolde Maria Joham verstarb am 9. Oktober 2022, dem letzten Tag dieser Ausstellung.
1968 heiratete sie den Bildhauer Gottfried Höllwarth. 1973 erwarb das Ehepaar die Villa Rentmeister, eine Jugendstil-Villa im niederösterreichischen Hainfeld, wo es zuletzt lebte.

## Werk
Das Werk Johams besteht aus zwei unterschiedlichen Werkblöcken: von 1956 bis 1980 arbeitete sie vorrangig mit dem Werkstoff Glas, nach 1980 widmete sie sich der realistischen Malerei.

### Glas- und Mosaikkunst
Ab Mitte der 1950er Jahre beschäftigte sich Joham intensiv mit dem Medium Glas. Im Rahmen ihrer Lehrtätigkeit an der Wiener Akademie erschloss sie sich immer wieder neue Dimensionen experimenteller Glaskunst. Sie entwarf Kirchenfenster und komplexe Bildprogramme für Glasfensterzyklen. 1962 schuf sie ein zehn Meter hohes Kirchenfenster im Auftrag der Heilig-Geist-Kirche im oberfränkischen Selb, ein monumentales Wandmosaik („Das himmlische Jerusalem“) aus rund 1,4 Millionen venezianischen Glassteinen für die Herz Jesu Kirche in Selb (1963–1966) und den Glasfensterzyklus in der Säulenhalle des Österreichischen Museums für angewandte Kunst (MAK) in Wien (1969–1970). Parallel zu ihren Auftragswerken entstanden frei geformte Glasobjekte, u. a. die mit Farbglaseinschmelzungen, wie etwa die Werkgruppe der „UFO“-Serie von 1976.

### Malerei
Ab Mitte der 1970er Jahre wendet sich Isolde Maria Joham verstärkt der Malerei zu und begann an großen fotorealistischen Gemälden zu arbeiten. An der bloßen malerischen Reproduktion fotografischer Vorlagen ist ihr nicht gelegen, sie nutzte vielmehr die Möglichkeiten der fotorealistischen Malerei, um eigene Bildrealitäten zu erschaffen, in denen Weltraum und Lebensraum, Natur und Technik, Comics und Robotics aufeinanderprallen.
Von 1980 bis 1998 entstanden monumentale Gemälde zu den Themen Natur und Technik, in denen sich industrielle und natürliche Lebensräume gegenüberstehen. Rinderherden galoppieren über die New Yorker Brooklyn Bridge, Kraniche tummeln sich auf Müllhalden, oder Wildpferde bäumen sich vor einem Space-Shuttle auf.
Von 1998 bis 2015 beschäftigte sie sich mit Robotern und dem Verhältnis von Mensch und Maschine. Sie thematisiert damit eine Reihe von Zukunftsfragen, die sich aus der Robotisierung menschlicher Fähigkeiten für unsere Gesellschaft ergeben. Auf ihren zahlreichen Reisen nach Russland, Japan, China und Korea interessierte sie sich nicht nur für die traditionellen Kulturen und deren Symbole, sondern die Welt der Manga- und Comic-Kultur. Diese Einflüsse verarbeitete sie in ihren Bildwelten. Ihr Blick auf diese artifiziellen Wesen ist dabei durchaus ambivalent.

## Preise und Auszeichnungen
- 1954: Alfred Roller Preis der Akademie für angewandte Kunst
- 1956: Triennalepreis, Mailand
- 2004: Ehrenmitglied der Russischen Akademie der Künste, Auszeichnung mit dem Golden Academican, Moskau
- 2006: Ehrenmedaille der Creative Artists Association (CAA) für besondere Verdienste im Kunstaustausch zwischen Korea und Österreich
- 2021: Würdigungspreis für Bildende Kunst des Landes Niederösterreich[9]

## Ausstellungen (Auswahl)

### Einzelausstellungen
- 1969: Variation in Glas, Firma Lobmeyr-Glas, Wien
- 1970: Joham. Tafelbilder und Pergamente, Galerie Peithner-Lichtenfels, Wien
- 1971–1972: Isolde Maria Joham: Aquarelle – Öl – Glasobjekte, Galerie Zweymüller, Baden bei Wien
- 1971: Die gläserne Welt der Isolde Maria Joham, Galerie Tao, Wien
- 1973: Isolde Maria Joham. Landschaften, Entwürfe, Glasarbeiten, Volkshaus, Mürzzuschlag
- 1975: Glasunikate von Isolde Joham, Galerie am Graben, Wien
- 1977: Isolde Maria Joham. Landschaften, Galerie Würthle, Wien
- 1978: Glasobjekte und Bilder von Isolde Maria Joham, Galerie Zentrum, Wien
- 1981: Isolde Maria Joham. Acrylbilder – Mischtechnik – Glasobjekte, Galerie Geiger, Stuttgart
- 1982: Isolde Joham – Gemälde, Museum moderner Kunst – Palais Liechtenstein, Wien
- 1987: Isolde Joham – Malerei, Blau-Gelbe Galerie, Wien
- 1989: Isolde Joham. Mythos Natur, Mythos Maschine, Donaukraftwerk, Greifenstein
- 2000: Joham. Drei Themen, Ausstellungshalle St. Peter an der Sperr, Wiener Neustadt
- 2004: Isolde Joham. Kunst-Natur-Technik, Niederösterreichisches Landesmuseum, St. Pölten
- 2007: Isolde Joham. Gemalter Zeitgeist, Neues Gemeindezentrum – Kultursaal, Hainfeld
- 2022: Isolde Maria Joham. Eine Visionärin neu entdeckt, Landesgalerie Niederösterreich, Krems[10][11]

### Gruppenausstellungen
- 2001: Starke Sprüche. Künstlerzitate und Originale der letzten 200 Jahre, Stadtgalerie, Klagenfurt
- 2002: H2O, Niederösterreichisches Landesmuseum, St. Pölten
- 2005: Seoul International Art Festival, Chosun Ilbo Art Museum, Seoul
- 2006: Harbin International Art Festival, Yu Shun Art Museum, Harbin (CN)
- 2006: Summer of Love, Kunsthalle Wien
- 2007: Qingdao International Art Festival, Arts & Crafts City, Qingdao
- 2007: Peace in Seoul, Chosun Ilbo Art Museum, Seoul
- 2010: Austria, China, Korea – Cross Over, Art Factory, Heyri Art Valley (KR)
- 2010: My Generation. Die exaltierte Kunst der 60er Jahre, Stadtmuseum St. Pölten
- 2010: „Ich ist ein anderer“ – Die Kunst der Selbstdarstellung, Niederösterreichisches Landesmuseum, St. Pölten
- 2011: Imagine. Die visionäre Kunst der 70er Jahre, Stadtmuseum St. Pölten
- 2012: Fünfte Internationale Kunstbiennale, Peking
- 2014: Conversation, Yangpyeong Art Museum, Seoul
- 2015: Korea meets Austria. The Art Review, Brick 5, Wien
- 2016: Ferne Nähe. Zyklus Mitteleuropa/Donauraum, Stift Lilienfeld
- 2017: The Silk Road International Arts Festival, Xi’an Arts Museum
- 2019: Stone Telling, Kunstraum Niederösterreich
- 2021: Isolde Joham – Anne Glassner – Philip Patkotwitsch – Pauline Garavan – Adel Dauood, Stadtmuseum, St. Pölten
- 2021: The 80s. Die Kunst der 80er Jahre, Albertina, Wien[12]

## Werke im öffentlichen Raum (Auswahl)
- 1954–1955: Burg Gutenfels, Kaub am Rhein, Freskoausstattung, Assistentin von Eduard Bäumer
- 1957: Wohnhaus Kralik und Weinstube Pölzl, Mürzzuschlag, Sgraffiti
- 1959–1966: Herz-Jesu-Kirche, Selb
- 1961–1962: Heilig-Geist-Kirche in Selb
- 1962: Pfarrkirche Don Bosco, Neuerdberg, Wien, 32 Bleiglasfenster
- 1964–1965: Pfarrkirche Zum Guten Hirten, Unter St. Veit, Wien, Ausstattung mit Bleiglasfenstern
- 1965–1966: Friedhofskapelle Edlitz-Grimmenstein, Ausstattung der Aufbahrungshalle mit Glasfenster
- 1969: Friedhofskapelle Sooß, Glasfenster Maria mit Jesuskind
- 1969–1970: Museum für Angewandte Kunst Wien 3-teiliger Mandala-Bleiglasfensterzyklus für den Stiegenaufgang in der Säulenhalle aus mundgeblasenem Antikglas
- 1970–1972: Lorenz-Böhler-Krankenhaus, Wien, Glasmosaik Die Sonne für die Eingangshalle, Venezianische Glas-, Silber- und Goldsmalten
- 1973–1974: Bezirkshauptmannschaft Mürzzuschlag, Holz-Stahl-Intarsienwand in der Eingangshalle
- 1978–1979: Pfarrkirche Mürzzuschlag, Kirchenportal, Kupfer/Edelstahlblech
- 1979–1980: Hochschule Mozarteum, Salzburg, Installation mit drehbaren Regenbogen-Hyperboloiden aus Glas im Aufenthaltsraum für Studierende

## Filme über Isolde Maria Joham
- Bildwerden, Dokumentarfilm, Regie: Christiana Perschon, 2022, 10 Min.[13]
- Künstlerlexikon Gottfried Höllwarth und Isolde Joham, Dokumentarfilm, Regie: Traude Hansen, ORF 1987, 15 Min.
- Die gläserne Welt der Isolde Joham, Dokumentarfilm, Regie: Robert Dornhelm, ORF 1970/71, Erstausstrahlung März 1971, 17 Min.